# Cyclocephala casanova
Cyclocephala casanova är en skalbaggsart som beskrevs av Brett C.Ratcliffe och Ronald D. Cave 2009. Cyclocephala casanova ingår i släktet Cyclocephala och familjen Dynastidae. Inga underarter finns listade i Catalogue of Life.